# Claudine (mini-série, 1978)
Pour les articles homonymes, voir Claudine.
Claudine est une mini-série française en quatre épisodes de 90 minutes, réalisée par Édouard Molinaro, adaptée par Danièle Thompson des quatre romans éponymes de Colette, et diffusée du 12 avril au 2 mai 1978 sur TF1.
Au Québec, elle a été diffusée à partir du 13 juin 1982 à la Télévision de Radio-Canada dans Les Beaux Dimanches.

## Synopsis
Adolescente malicieuse qui est laissée libre par son père, l'héroïne grandit au fil des épisodes.

## Fiche technique
- Titre : Claudine
- Réalisation : Édouard Molinaro
- Adaptation et dialogues : Danièle Thompson
- Production : TF1
- Musique : Claude Bolling
- Photographie : Ghislain Cloquet
- Décors : Jacques d'Ovidio
- Costumes : Claude Catulle
- Son : Daniel Brisseau
- Genre : Comédie dramatique
- Durée : 4 × 90 minutes (6 h)
- Date de diffusion : 
  - France : à partir du 12 avril 1978 sur TF1
  - Québec : à partir du 13 juin 1982 à la Télévision de Radio-Canada[1],[2],[3],[4]

## Distribution
- Marie-Hélène Breillat : Claudine, l'héroïne
- Georges Marchal : Renaud
- Catherine Samie : Mlle Sergent
- Dominique Basquin : Aimée Lanthenay
- Jean Desailly : Claude, le père de Claudine
- Brigitte Bellac : Marie Belhomme
- Anita Boulier : Mlle Poisson
- Evelyne Broussolle : Céleny Nauphely
- Muriel Catala : Luce Lanthenay
- Catherine Chevallier et Maïthé Chevallier : les jumelles
- Jean-Claude Dauphin : Armand Duplessis
- Bernard Pinet : Antonin Rabastens
- Françoise Dupré : Mlle Cuvellier
- Henri-Jacques Huet : le docteur Dutertre
- Lucienne Legrand : Véronique
- Maryse Martin : Mélie
- Corinne Moutout : Amélie Lamblin
- Annick Roux : Anaïs
- Patrice Alexsandre : Marcel
- Arlette Balkis : Mme Lévy
- Chritian Bénard : Charlie Gazales
- Évelyne Dassas : Yvette
- Hélène Duc : Wilhelmine, dite Tante Cœur
- Paulette Frantz : Mme Barmann
- Antoine Marin : l'oncle de Luce
- Henri Poirier : Maugis
- Jacques Spiesser : M. Maria
- Henri Villerouge : le valet de Luce
- Béatrice Agenin : Annie Valdès
- Évelyne Dress : Marthe Paillet
- Gérard Hérold : Alain Valdès
- Lyne Chardonnet : Valentine Chassenet
- Elisabeth Strauss : Calliope
- Marion Game : Léonie
- Jacques Duby : Léon Paillet
- Jacques Galland : Léon Sauvat
- Claude Pascadel : Chassenet
- Lyne Chardonnet : Valentine Chassenet
- Erichka : Rose-chou
- Dani : Rézi Lambrook
- Patrice Alexsandre : Marcel
- Alan Adair : le colonel Lambrook
- Gilda Albertoni: Pomme
- Elisabeth Bény: Hélène
- Véronique Delbourg : Isabelle
- Françoise Vatel : Gabrielle
- Raoul Curet : Julien
- Suzy Gossen : Mlle Alice
- Gill Moutier : Mme Labrue
- Jacques Maire : Racalin
- Madeleine Bouchez : la modiste de Rézi
- Catherine Eckerle : une jolie femme
- Dominique Zardi : un joueur au casino
- Yvon Sarray : un peintre
- Henri Allat : un peintre
- Paul Bisciglia : le chanteur des rues
- Marie Céolin : la servante bretonne
- André Dumas : le vieux beau du parc
- Nicolas Dumayet : le déménageur
- Jacques Provins : le maître d'hôtel
- Simone Roche : la dame digne
- Sarah Sterling : la concierge
- Carlo Nell : un docteur
- Pierre Gallon : un docteur
- Patricia Nivet : la serveuse
- Jean-Marie Arnoux : le réceptionniste
- Brigitte Defrance : la serveuse
- Hélène Pechayrand
- Mounia Orosemane
- Yves Toucasse
- Daniel Villenfin

## Épisodes
- Claudine à l'école
- Claudine à Paris
- Claudine en ménage
- Claudine s'en va